# Geoffrey Eglinton
Geoffrey Eglinton FRS (Cardiff, 1 de novembro de 1927 – 11 de março de 2016) foi um químico britânico.
Foi laureado com o Prémio Urey em 1997 pela European Association of Geochemistry, com a Medalha Real em 1997 pela Royal Society, com o Prémio V. M. Goldschmidt em 2000 pela Geochemical Society, com a Medalha Wollaston em 2004 pela Sociedade Geológica de Londres e com o Prémio Dan David em 2008 pela Fundação Dan David e Universidade de Tel Aviv.